# 吳之瓚
吳之瓚，貴州普安人。明末官員。

## 生平
萬曆四十三年（1615年），吳之瓚舉乙卯科貴州鄉試第二。天啟初，任湖廣衡山縣知縣。